# Forøya
Forøya est une localité du comté de Nordland, en Norvège.

## Géographie
Administrativement, Forøya fait partie de la kommune de Bø.